# Diákkaptár
Az azonos című Diákkaptár a Diákkaptár Szövetség, mint az iskolákban működő diákkaptárakat működtető országos szervezet havilapja volt (1941 – 1947).

## Diákkaptár Szövetség
Az 1920-as években, részben a cserkészetből indult, takarékosságra és gazdálkodásra nevelő mozgalom, egy „eredeti magyar intézmény”, amely két, a második világháború utáni újrakezdést is számításba véve három alkalommal indult önálló szervezetként útjára, vált országos hálózattá, majd az 1948. évi, az ifjúsági szervezeteket betiltó, illetve egyetlen szervezetbe, a Magyar Diákok Nemzeti Szövetségébe „integráló” rendeletek bevezetését követően szűnt meg. 
A takarékossági vonal Csanak István (1894-1970) MOKTÁR (Magyar Országos Központi Takarékpénztár) tisztviselő nevéhez, a cserkészet és gazdálkodás felőli indulás Kiss István (1906-2005) tanárhoz kapcsolható. Kapcsolatuk Debrecenben alakult ki, a Szövetség Kiss István tanár országos főtitkárrá való kinevezését követően fejlődött országos szervezetté. Csanak István ügyvezető elnök volt.

## 1928 – 1938 az indulás évei
1928 telén Csanak István, Szabolcs megyei birtokos, volt iskolájában, a Debreceni Református Kollégium gimnáziumában, és 8 másik középfokú tanintézetben felhívást tett közzé, hogy melyik diák tud önerőből, saját munkával négy hónap alatt 10 pengőt előteremteni. A kezdeményezés nagy érdeklődést keltett, a csatlakozó diákok a megadott idő alatt a legkülönbözőbb ötletek révén 6429 pengőt szedtek össze. Az akció folytatására a Református Kollégiumban Ifjúsági Takarékossági Egyesület alakult. A gyakorlatias gondolkodást, vállalkozó szellemet és takarékosságot hirdető felhívás sikerét látva, Klebelsberg Kunó vallás- és közoktatásügyi miniszter 1929 őszén megbízta Csanak Istvánt, hogy dolgozzon ki koncepciót egy országos mozgalom megindítására. Befolyásos pedagógus körökből azonban kezdettől komoly kritikák fogalmazódtak meg, hogy a haszonszerzés gondolata idegen a „keresztény magyar szellemiségtől”, és egy ilyen mozgalom elüzletiesítené az ifjúság gondolkodását. Ennek hatására Klebelsberg ejtette a tervet és tíz évig tartó kényszerszünet következett be.
Ugyanebben az időszakban Kiss István kezdte megvalósítani egy gazdálkodó cserkészcsapat munkafeltételeit, s ennek keretében - többek között - termelő, szolgáltató és kereskedelmi szövetkezeteket alapítottak cserkészekkel és vezetőikkel, ezzel teremtve meg a nyári táborozások anyagi alapjait. Az eredmény: „az egész csapat (72 fő) teljes létszámmal részt vett 1932 nyarán a tiszalöki kerületi jamboree-előkészítő táborozáson, aztán … 1933-ban pedig a gödöllői Jamboree-n.” 

## 1938 – 1945 a kiteljesedés kora
A tíz éven át tartó a kényszerpihenő után 1938 decemberében, Teleki Pál kultuszminiszter kívánságára indult újra a szervező munka, kísérletképpen minden tankerület egy-két iskolájában. A munkához a MOKTÁR vezérigazgatója "kölcsön adta" Csanak Istvánt a Diákkaptár mozgalom megszervezéséhez, amelybe bevonták Kiss István debreceni tanárt, mint akinek több ifjúsági mozgalommal szoros kapcsolata volt és komoly gazdasági eredményeket is elért.
A Takarékossági Egyesületet, illetve iskolabankot a közoktatási tanács kívánságára keresztelték el egy pályázat alapján "diákkaptár"-nak.
Az újrakezdéshez Horthy Miklós kormányzó 1937. augusztus 17-én, szolnoki látogatása során mondott beszéde adta meg az alapot. Ebben kiemelte, hogy a középosztály gyermekeibe is bele kell nevelni a gazdasági érdeklődést, fel kell kelteni bennük az önálló vállalkozás szellemét, hogy ne csak közszolgálati pályákra törekedjenek. A kultuszminiszter is úgy látta, hogy gazdasági tekintetben céltudatosabb gondolkodásra lenne szükség, hogy az úri családból érkező diák megtanulja becsülni a kétkezi munkát, a szegény családból származó pedig lássa az előrelépés lehetőségét, vagy más megfogalmazásban: gazdasági tekintetben céltudatosabb gondolkodásra lenne szükség, hogy az úri családból érkező diák megtanulja becsülni a kétkezi munkát, a szegény családból származó pedig lássa az előrelépés lehetőségét.
1939. szeptember 1-n megjelenik a Teleki-kormány háborús intézkedése. A Honvédelmi Minisztérium átiratban kéri a kultuszkormányzatot, hogy "jóval szélesebb keretben építtesse ki a Diákkaptár munkát". Főképpen a hulladékanyag összegyűjtésére fektessen gondot. Az intenzívebbé váló munka eredményeként már az első évben 5324 diák csatlakozott a mozgalomhoz. A fiatalok 1018 különféle ötlettel álltak elő a pénzkeresésre vonatkozóan: a kertészkedéstől, a kisállat neveléstől, a tűzifaaprításon, a vendéglői mosogatáson, az ételkihordáson át, az újságfelolvasásig, vagy korrepetálásig. A résztvevő diákok összesen 35 159,25 pengőt gyűjtöttek össze. A pénz 30%-át egyéni szükségletekre (ruházat, tanszer), 17%-át szórakozásra (kirándulás, sport, mozi), 4%-át közcélokra fordították, 49%-át pedig takarékbetétben helyezték el. 
1941. évtől megjelenik a mozgalom havilapja, a Diákkaptár, valamint 1943.évtől az oktatási évekhez illeszkedő keresztféléves Diákkaptárosok zsebkönyve.
1943-ban az iskolák, mint a diákkaptár mozgalom szervező testületei megalakítják a Diákkaptár Szövetséget. Országos elnöknek megválasztják Horthy Istvánt. A korábbi diákkaptár mozgalom a Belügyminisztérium által elfogadott alapszabállyal rendelkező társadalmi egyesületté alakult át és ettől kezdve a "Horthy István Diákkaptár Szövetség” címet viselte. Célja, hogy egyesítse azokat a fiatalokat, felnőtteket, akik a ti munkátokat, gazdasági neveléseteket segítik - írta a szövetség havilapja.
A leleményes diákság gazdálkodása rendkívül szerteágazó volt, több mint ezerféle tevékenységet végeztek a selyemhernyó tenyésztéstől a különböző magok, és hulladékok gyűjtésén át a kutyasétáltatásig.
A sikeres gazdálkodás egyik érdekes eredménye volt, amikor tizenhárom (más források szerint tíz) dunamenti város kaptárosai elhatározták, hogy közös erővel egy vontató hajót és két uszályt vásárolnak. A Magyar Folyam és Tengerhajózási Részvénytársaság (MFTR) vezetőségével folytatott megbeszélések eredményeként 1943. március 13-n megalakult a Diákkaptárosok Hajózási Szövetkezete, amely 5 pengős részjegyek kibocsátásával teremtette elő a hajók vásárlásához szükséges összeget. Az alakuló ülésen Kállay Miklós miniszterelnök is felszólalt. Emellett más vállalkozásokat, például bérszántó, vagy játékokat Németországba is szállító szövetkezetet is működtettek diákok a Diákkaptár Szövetség keretein belül.
A Diákkaptár Szövetség létrejöttét és működésének jelentőségét a korabeli  és a mai nevelésügyekkel foglalkozó szakemberek is pozitívan ítélték meg. Egyrészt kiemelték hungarikum jellegét, másrészt hangsúlyozták szemléletformáló, gazdasági nevelő hatását.

## 1946-1948 az újraélesztés kísérlete
A korábbi országos főtitkár szovjet polgári málenkij robot típusú hadifogságból történt hazatérte után 1946 szeptemberében Tildy Zoltán köztársasági elnöknél kezdeményezte a Diákkaptár Szövetség életre keltését, amelyet az 1947. januári újjáalakulás követett. A rendkívüli közgyűlésen a fővédnökséget vállaló köztársasági elnök is beszédet mondott, majd a közgyűlés Csanak Istvánt ügyvezető elnökké, Kiss Istvánt főtitkárrá választotta és döntött a jogfolytonos működésről is.
1946. október 30-n – jogi és gazdasági nehézségek ellenére - újra megjelent a Diákkaptár c. folyóirat, ami korábban ugyan havilap volt, de a szövetség megszűnéséig időszaki kiadványként összesen öt szám megjelentetésére volt lehetőség. 1947 júniusában megjelent a Diákkaptárosok zsebkönyve is. 
Az indulás sikeresnek ígérkezett, amiről a főtitkár számolt be: „Az elmúlt iskolai évben 28.748 kaptáros diák 1,844.369.97 forintot teremtett elő önerejéből.” Az eredmények azonban nem számítottak, mert már megindult az ifjúságért indított, szervezeti formát öltő, valójában azonban ideológiai harc. Révai József ezt 1947 decemberében már teljesen egyértelművé tette, amikor kifejtette: „nem a közösségi nevelés puszta formáin van a hangsúly, hanem egész szellemén” és „ezért nem mondhat le a demokratikus állam … a diákönkormányzatok szelleme kiformálásának jogáról.” Ebben a gondolatmenetben a Diákkaptárt is nevesítette. A Köznevelés folyóirat 1947 szeptemberében még arról tudósított, hogy „A belügyminiszter által engedélyezett Ifjúsági Vöröskereszt és Diákkaptár egyesületek megszüntetése, illetőleg az Úttörő mozgalomba való beolvasztása tárgyában tárgyalások folynak.” Ugyanakkor az Úttörő mozgalom vezetői már megelőlegezték az ítéletet azzal, hogy kijelentették: „diákkaptár álszövetkezeti mozgalma helyett progresszív szövetkezeti kör … a sport és testedzés fejlesztésére úttörő sportkör alakítandó.” Hosszas és értelmetlen tárgyalások után végül – feltehetően 1948 áprilisában - a Belügyminiszter 492.398/1948.IV. sz. BM rendelettel feloszlatta a Diákkaptár Szövetséget és vagyonát az úttörőmozgalom, a Magyar Diákok Nemzeti Szövetsége, valamint a Magyar Ifjúság Népi Szövetsége között osztotta el.

## Utóélet – utánérzések (nosztalgia)
„A Diákkaptár az 1940-es évek elején jelen volt gyakorlatilag minden középfokú oktatási intézményben, és befolyást gyakorolt egy egész generáció gondolkodására. A gyakorlatias szemléletet, a gazdaság iránti érdeklődést és az ehhez kapcsolódó készségeket játékos formában fejlesztő, az önszerveződésre széles teret biztosító mozgalom nem elhanyagolható gazdasági eredményeket ért el. Az alapelv és számos megvalósított ötlet máig hasznos tapasztalattal szolgálhat. 1945 után, az államszocializmus kiépülése nyomán azonban ezt az autonóm ifjúsági szervezetet, népszerűsége és eredményei ellenére felszámolták. Értékei feledésbe merültek.”
Számos hasonlóan pozitív hangvételű visszaemlékezés jelent meg különböző fórumokon és összefüggésekben Többen megszólaltatták a Diákkaptár Szövetség már idős, korabeli országos főtitkárát is.